# Кавієвиді
Кавієвиді (Caviomorpha) — парворяд (лат. Parvorder), що об'єднує більшість родин гризунів з підряду Hystricomorpha. До складу цієї групи входять гризуни, які мешкають у Новому Світі.
Загалом у складі групи — 12 родин. Кавіоморфи — один з трьох парворядів у складі групи гістрікогнат і загалом найчисельніша і різноманітніша група у складі підряду їжатцевидих гризунів.

## Родини
- Парворяд Caviomorpha
  - Надродина Erethizontoidea
    - Родина Голкошерстові (Erethizontidae)

  - Надродина кавіюваті Cavioidea
    - † Родина Eocardiidae
      - † Guiomys

    - † Родина Neoepiblemidae
    - Родина Кавієві (Caviidae)
    - Родина Пакові (Cuniculidae)
    - Родина Агутієві (Dasyproctidae)
    - Родина Пакаранові (Dinomyidae)

  - Надродина Шиншилуваті (Chinchilloidea)
    - Родина Шиншилові (Chinchillidae)
    - Родина Аброковомі (Abrocomidae)
    - Родина †Heptaxodontidae

  - Надродина Octodontoidea
    - Родина Нутрієві (Myocastoridae)
    - Родина Хутієві (Capromyidae)
    - Родина Віскашеві (Octodontidae)
    - Родина Тукотукові (Ctenomyidae)
    - Родина Ехімісові (Echimyidae)